# Radioplane OQ-2
Radioplane OQ-2 là loại máy bay không người lái sản xuất hàng loạt đầu tiên của Hoa Kỳ.

## Tính năng kỹ chiến thuật (OQ-2)
Đặc điểm tổng quát
- Kíp lái: 0
- Chiều dài: 8 ft 8 in (2.65 m)
- Sải cánh: 12 ft 3 in (3.73 m)
- Trọng lượng có tải: 104 lb (47 kg)
- Động cơ: 1 × Righter O-15-1, 7 hp (5 kW)

Hiệu suất bay
- Vận tốc cực đại: 85 mph (137 km/h)
- Thời gian bay: 1 giờ  0 phút